# The King of Staten Island
Pour plus de détails, voir Fiche technique et Distribution.
The King of Staten Island est une comédie biographique américano-chinoise réalisée par Judd Apatow et sortie en 2020.

## Synopsis
Scott, âgé de 24 ans, est le fils d'un pompier mort lors d'une mission quand il avait sept ans. Il vit aujourd'hui avec sa mère Margie à Staten Island, quartier résidentiel de New York. Traînant avec ses amis, fumant de l'herbe, il a pour seul projet, peu abouti, de devenir tatoueur. Il est par ailleurs atteint de la Maladie de Crohn et de TDAH.
Il voit avec difficulté sa jeune sœur partir à l'université, puis sa mère entamer une liaison avec Ray, un pompier qui, dans un premier temps, était venu se plaindre parce que Scott avait commencé un tatouage sur son fils âgé de seulement neuf ans. Scott semble accepter dans une certaine mesure cette liaison, acceptant même d'accompagner à l'école les enfants de Ray, dont la garde est confiée à l'ex-femme de celui-ci, mais un conflit latent oppose les deux hommes. Un jour ils se bagarrent violemment derrière la maison et Margie décide de les chasser tous les deux de sa vie.
Scott n'a nulle part où aller et finit par aller voir Ray à sa caserne, où il se fait adopter par les pompiers : il devient leur homme à tout faire, nettoie les camions et couche dans le dortoir. Il sympathise ainsi avec Ray et accepte sa liaison avec sa mère. Il apprend également des anecdotes sur son père, qui apparaît moins parfait et plus proche de lui que dans les récits de sa mère, tout en demeurant un héros. 
Gagnant ainsi en maturité, Scott décide finalement d'accompagner sa petite amie, qu'il négligeait jusque-là, à un concours qu'elle doit passer à Manhattan. Il contemple alors, comme si c'était la première fois, les rues vibrantes bordées de tours, si différentes des quartiers paisibles de Staten Island.

## Fiche technique
- Titre original et français : The King of Staten Island
- Réalisation : Judd Apatow
- Scénario : Judd Apatow, Pete Davidson et Dave Sirus
- Décors : David Schlesinger
- Costumes : Sarah Mae Burton
- Photographie : Robert Elswit
- Montage : Jay Cassidy, William Kerr et Brian Scott Olds
- Musique : Michael Andrews
- Producteur : Judd Apatow et Barry Mendel
  - Coproducteur : Dave Sirus et Ricky Velez
  - Producteur délégué : Michael Bederman, Pete Davidson, Judah Miller
  - Producteur associé : Scott Gallopo, Amanda Glaze, Michael Lewen et Leigh Pruden
- Sociétés de production : Apatow Productions et Perfect World Pictures
- Sociétés de distribution : Universal Pictures, HBO Max (États-Unis), Universal Pictures International France (France)
- Pays d'origine :  États-Unis,  Chine
- Langue originale : anglais
- Format : couleur
- Genre : comédie dramatique et biographique
- Durée : 136 minutes
- Dates de sortie :
  - États-Unis, Canada et Royaume-Uni : 12 juin 2020 (vidéo à la demande)
  - France : 22 juillet 2020

## Distribution
- Pete Davidson : Scott Carlin
- Marisa Tomei : Margie Carlin, la mère de Scott
- Maude Apatow : Claire Carlin, la sœur de Scott
- Bel Powley : Kelsey, la petite-amie de Scott
- Bill Burr : Ray, un pompier rencontré par Margie
- Ricky Velez : Oscar, ami de Scott
- Lou Wilson : Richie, ami de Scott
- Moises Arias : Igor, ami de Scott
- Pauline Chalamet : Joanne, amie de Claire
- Kevin Corrigan : Joe, patron du restaurant où travaille Scott
- Steve Buscemi : Papa, un pompier
- Domenick Lombardozzi : Lockwood, un pompier
- Pamela Adlon : Gina, ex-femme de Ray
- Jimmy Tatro : Savage, un pompier
- Machine Gun Kelly : le propriétaire du magasin de tatouages
- Adriana Demeo : Ana
- Keith Robinson : un agent de sécurité
- Bonnie MacFarlane : la femme qui passe commande au restaurant
- Jay Rodriguez : Pepe
- Robert Smigel : le propriétaire de la pharmacie

## Production
Le film est coécrit par son interprète principal, Pete Davidson, qui s'inspire largement de sa propre vie. Le film est dédié à Scott Davidson, son père pompier mort dans les attentats du 11 septembre 2001 alors que Pete avait sept ans, comme dans le film.

## Accueil

### Critique
Le film reçoit des critiques globalement positives. Sur l'agrégateur américain Rotten Tomatoes, il récolte 75% d'opinions favorables pour 287 critiques et une note moyenne de 6,9⁄10. Le consensus du site résumé les critiques compilées : « Le ton incertain et la longueur indulgente du film émoussent la capacité de cette comédie dramatique de passage à l'âge adulte à se retrouver, mais la performance émouvante de Pete Davidson tient le coup ». Sur Metacritic, il obtient une note moyenne de 67⁄100 pour 50 critiques.
En France, le film obtient une note moyenne de 3,8⁄5 sur le site AlloCiné, qui recense 29 titres de presse.
Pour Nathalie Chifflet du quotidien Dernières Nouvelles d'Alsace, « Ce récit intime et douloureux, de perte, de chagrin et de deuil, se transfigure en comédie de fantômes, hantée par les spectres du 11-Septembre, par son père Scott Davidson et les milliers de victimes des attentats, auxquelles on songe, dans cet étrange rire de cendres qui nous secoue. ».
Marine Langlois du site Culturebox qualifie le film de « belle réussite ».

### Box-office et sortie en vidéo
Le film sort au cinéma dans certains pays et totalise 2 249 395 $ de recettes. En France, il n'attire que 34 814 spectateurs. Il rapporte 736 138 $ sur le marché du DVD aux États-Unis et plus de 2 millions dans le monde.

## Autour du film
Le regard que le personnage de Scott lance vers sa droite dans les dernières secondes du film est dirigé vers l'ancien emplacement du World Trade Center, en hommage au père de Pete Davidson, pompier, mort lors des attentats du 11 septembre 2001.